# Max Hagmayr
Maximilian „Max“ Hagmayr (* 16. November 1956 in Wels) ist ein ehemaliger österreichischer Fußballspieler. Heute ist er als Spielerberater und Spielervermittler tätig.

## Sportliche Karriere

### Verein
Aufgewachsen in Sattledt begann Hagmayr seine Profikarriere 1975 als Stürmer beim SK VOEST Linz. Mit der Linzer Mannschaft ragt die errungene Vizemeisterschaft 1980 heraus. Persönlich zeichnete er sich in den Jahren 1981 und 1982 als jeweils 14-facher Torschütze aus. Insgesamt hat er von 1975 bis 1982 in 181 Ligaspielen für Linz 58 Tore erzielt. Zur Saison 1982/83 wechselte er zum Karlsruher SC. Dort absolvierte er an der Seite von Rudolf Wimmer, Gerhard Kleppinger, Stephan Groß, Erhard Hofeditz und Emanuel Günther 31 Bundesligaspiele, in denen er sechs Tore erzielte. Nach dem Abstieg des KSC in die 2. Fußball-Bundesliga wechselte Hagmayr 1983 zu Rapid Wien und gewann die Vizemeisterschaft. Dort spielte er jedoch nur eine Saison, bevor er 1984 zum LASK wechselte und als Heimkehrer seinen persönlichen Torerekord auf 15 Saisontreffer ausbauen konnte. Er beendete in Linz 1988 nach insgesamt 256 Ligaspielen in Österreich mit 84 Toren seine Karriere.

### Nationalmannschaft
Zwischen 1979 und 1982 spielte Hagmayr zwölf Mal in der österreichischen Nationalmannschaft und erzielte dabei ein Tor. Bei der Weltmeisterschaft 1982 in Spanien gehörte er dem National-Kader an.
In der Finalrunde kam er am 1. Juli in Madrid beim Spiel gegen Nordirland zum Einsatz. Er bildete beim 2:2-Remis zusammen mit Walter Schachner und Gernot Jurtin den Angriff von Österreich.

## Berufliche Karriere
Nach dem Abschluss seiner Sportlerkarriere absolvierte Hagmayr ein Jus-Studium an der Universität Linz, das er 1990 abschloss. Von 1992 bis 1996 arbeitete er als Rechtsanwaltsanwärter. Zwischen 1995 und 1999 war er Sportmanager beim LASK, danach legte er die FIFA-Lizenz Prüfung als internationaler Spielervermittler ab und gründete 2001 die Firma HAGMAYR Sportmanagement GmbH.